# Nakkerud
Nakkerud is een plaats in de Noorse gemeente Ringerike in de provincie Buskerud. Nakkerud telt 362 inwoners (2007) en heeft een oppervlakte van 0,5 km². De plaats ligt aan de westoever van de Tyrifjord, langs Riksvei 35.